# Jan Žižka
  Jan Žižka  (txec: Jan Žižka z Trocnova а Kalicha)  (Trocnov, c. 1360 - Žižkovo Pole i Přibyslav, 11 d'octubre de 1424) va ser un general txec, contemporani i seguidor de Jan Hus i un husita radical que va dirigir els taborites. Žižka va ser un cap militar d'èxit i ara és un heroi nacional txec. Va rebre el sobrenom de "Žižka d'un ull", després d'haver-ne perdut un i després els dos ulls en la batalla. Jan Žižka va dirigir les forces hussites contra tres croades i mai va perdre una sola batalla tot i estar completament cec en les seves últimes etapes de la vida.
Oriünd d'una família pertanyent a la baixa noblesa de Bohèmia, en la seva joventut van sorgir les conteses i guerres de la noblesa de Bohèmia contra el rei Venceslau IV, al capdavant de les quals es trobava Rosenberger. Feia l'any 1408 apareix Žižka prenent part activa en aquesta lluita i, per cert, contra Rosenberger i la ciutat de Budweis. Després se'l veu formant part de la cort del rei Venceslau, potser camerlenc de la reina Sofia de Baviera (reina de Bohèmia), i més probablement lluitant a les files dels exèrcits reals; no obstant això, Eneas Silvio (Pius II) refereix que Žižka va viure des de la seva infància a la cort i que sent molt jove va perdre un ull. En 1414 va exercir el càrrec de consell real, que es donava, per regla general, a un individu de la baixa noblesa. És probable que Žižka prengués part en les campanyes que en aquella època va emprendre el rei Venceslau; però no hi ha cap document que permeti fer aquesta afirmació.
A les revoltes que van ocórrer a Bohèmia després de la mort de Venceslau el 1419 es va posar al capdavant del partit extremista; va transformar les tropes hussites en un cos d'infanteria ben instruït i protegit per les Wagenburgen (barricades formades per carros), i el 14 de juliol de 1420 va derrotar a l'exercit de creuats alemanys davant Praga, en una muntanya que des de llavors es va anomenar Zizkaberg, i el gener de 1422 va triomfar decisivament de Segimon a la batalla de Deutschbrod. Després, al capdavant dels taborites, va combatre contra els calixtins, devastant el seu territori amb inusitada crueltat.
Tot i haver perdut l'altre ull (pel tret d'una fletxa) al setge del castell de Raby el 1421, va disposar personalment la situació que havien de prendre les tropes, i amb el seu invencible Legió de germans va decidir a favor seu el resultat del combat. Žižka va morir durant el setge de Pribislau. El seu cadàver va ser sepultat a Königgrätz i, a mitjans del segle xv, traslladat a Caslau. Sobre el seu sepulcre van penjar els seus admiradors la seva arma predilecta, una maça de ferro. El 1623 fou destruït el sepulcre i les restes de Žižka transportades a un altre lloc. El 1874 se li va aixecar un monument a Pribislau.
Žižka fou distingit cabdill, de gran presència d'ànim i de fèrria tenacitat; però salvatge en els seus procediments i cruels per als enemics de la seva pàtria i de la seva fe.

## En la cultura popular
Žižka apareix com un dels personatges principals de la novel·la gràfica Armed Garden (El jardí armat i altres històries)de David B. És l'heroi d'una novel·la de George Sand, d'una èpica alemanya de Meissner, i d'una tragèdia bohèmia d'Alois Jirásek.
Jan Žižka és una figura central de la "Trilogia Revolucionària Hussita" dirigida per Otakar Vávra. Les pel·lícules van estar protagonitzades per Zdeněk Štěpánek com Žižka. Està format per Jan Hus, Jan Žižka i Against All. Jan Žižka va aparèixer en una pel·lícula polonesa de 1960 Cavallers de l'Orde Teutònic. Està interpretat per Tadeusz Schmidt. El 1968 la pel·lícula txecoslovaca Na Žižkově válečném voze, Žižka va ser interpretada per Ilja Prachař.
Una pel·lícula de Jan Žižka està actualment en produint-se pel director Petr Jákl. El seguirà Jan Žižka durant la seva joventut. S'espera que s'estreni el 2021 i serà la pel·lícula txeca més cara.
Jan Žižka és un dels personatges principals del manga "Dívčí Válka" (també conegut com "Otome Sensou" o "Batalla de les Donzelles"), dibuixat i escrit per l'artista Kouichi Ohnishi.
A principis de 1917 es va crear el 3r Regiment Txecoslovac de Fusellers de les legions txecoslovaques a Rússia i porta el nom de "Jan Žižka z Trocnova".
Durant la Segona Guerra Mundial, diverses unitats militars van rebre el nom de Jan Žižka. Una d'elles, la 1a Brigada Partisana Txecoslovaca de Jan Žižka, va ser una de les primeres unitats guerrilleres anti-nazis a la Txecoslovàquia ocupada. Una brigada partisana iugoslava del mateix nom es va formar a l'oest d'Eslovènia el 26 d'octubre de 1943 i va operar en àrees habitades per una gran minoria txeca i eslovaca.
En el joc Age of Empires II: Definitive Edition - Dawn of the Dukes, hi ha una campanya d'un sol jugador de Jan Žižka.